# كيم بوم سو (رجل أعمال)
كيم بوم سو (بالكورية: 김범수)‏‏ (8 مارس 1966 - )، المعروف أيضًا باسم بريان كيم، هو رجل أعمال وملياردير كوري جنوبي وهو مؤسس ورئيس مجلس إدارة شركة كاكاو، وهي شركة إنترنت كورية جنوبية.